# Eerie
Eerie foi uma revista em quadrinhos norte-americana de terror lançada em 1966 pela Warren Publishing. Tal como a Mad sua impressão era em preto e branco e, por ser no formato magazine, não estava submetida ao controle da Comics Code Authority.